# Milivoje Petrović Blaznavac
Milivoje Petrović Blaznavac (srbsko Миливоје Петровић Блазнавац), srbski general, * 16. maj 1824, † 5. april 1873.

## Življenjepis
Leta 1865 je postal minister za vojsko, leta 1858 regent Milana Obrenovića in leta 1872 predsednik vlade in minister vojske.